# Region Taunus
Die Region Taunus ist eine Untergliederung des Bistums Limburg im Sinne des c. 374 § 2 CIC. Sie ist eine der insgesamt fünf Regionen des Bistums, wurde zum 1. Mai 2024 errichtet und umfasst das Gebiet der ehemaligen Bezirke Hochtaunus und Main-Taunus.

## Aufgabe
Aufgabe der Region ist es, im Rahmen der auf Bistumsebene vereinbarten Strategien und Richtlinien eine auf die Struktur der Region abgestimmte Pastoral und entsprechende Bildungsangebote zu entwickeln. Weitere Aufgaben sind u. a. die Koordination der Arbeit kirchlicher Stellen, die Pflege ökumenischer und interreligiöser Kontakte, die Kooperation mit der Caritas und die Vernetzung mit weiteren gesellschaftlichen Akteuren in der Region.

## Leitung
Die Leitung der Region liegt bei einer Doppelspitze, die die Bezeichnung „Regionalleitung“ trägt. Sie nimmt die Leitung im Zusammenwirken mit dem Regionalsynodalrat wahr. Ein Mitglied der Regionalleitung wird von der Region in das „Bistumsteam“, das höchste kuriale Beratungsorgan des Bistums unter Vorsitz des Diözesanbischofs, entsendet. Dort wirkt sie mit an der Leitung des Bistums. In dieser Weise nimmt sie eine Schnittstellenfunktion wahr: einerseits von der Region auf das Bistum hin, andererseits vom Bistum in die Region. 
Die Leitungen werden vom Regionalsynodalrat gewählt. Ihre Amtszeit ist auf fünf Jahre begrenzt. Eine der beiden Regionalleitungen muss einer pastoralen Berufsgruppe angehören, also Priester, Diakon, Pastoral- oder Gemeindereferent sein.

## Zugehörige Pfarreien
Zur Region Taunus gehören die folgenden Pfarreien:
- St. Franziska und Klara Usinger Land
- St. Marien Bad Homburg-Friedrichsdorf
- St. Ursula Oberursel/Steinbach
- Maria Himmelfahrt im Taunus
- St. Martinus Hattersheim
- St. Franziskus Kelkheim
- Heilig Geist am Taunus
- St. Elisabeth Hofheim-Kriftel-Eppstein
- St. Teresa am Main